# Detlev Jasper
Detlev Jasper (* 1942 in Zeven) ist ein deutscher Historiker.
Detlev Jasper wurde nach einem Studium der Geschichtswissenschaft 1975 an der Universität Tübingen promoviert. Sein Forschungsschwerpunkt ist die Geschichte des hochmittelalterlichen Papsttums.

## Schriften (Auswahl)
- (Hrsg.) Klaus Zechiel-Eckes: Die erste Dekretale. Der Brief Papst Siricius' an Bischof Himerius von Tarragona vom Jahr 385 (JK 255). Aus dem Nachlass mit Ergänzungen. Hahn, Hannover 2013, ISBN 978-3-7752-5715-2.
- (Hrsg.) Die Konzilien Deutschlands und Reichsitaliens 1023–1059 (= Monumenta Germaniae historica. Leges. 4. Concilia. T. 8). Hahn, Hannover 2010, ISBN 978-3-7752-5502-8 (Beate Schilling: Rezension in Francia-Recensio 2011/2; John S. Ott: Rezension. In: The Catholic Historical Review 2012, S. 95 f.).
- (Hrsg.) Fälschungen im Mittelalter. Teil 6: Register. Hahn, Hannover 1990, ISBN 3-7752-5161-8.
- Das Papstwahldekret von 1059. Überlieferung und Textgestalt. Thorbecke, Sigmaringen 1986, ISBN 3-7995-5712-1.
- Die Papstgeschichte des Pseudo-Liudprand. Phil. Diss. Tübingen 1975; Kurzfassung in: Deutsches Archiv für Erforschung des Mittelalters. Jg. 31. 1975, H. 1, S. 17–107.